# Muralla romana de Saragossa

Caesaraugusta sobre un plànol modern de Saragossa
1.- Decumanus
2.- Cardo
3.- Fòrum
4.- Port fluvial
5.- Termes públiques
6.- Teatre
7.- Muralla

La muralla romana de Saragossa va ser construïda en la Colònia Caesar Augusta, a la província Hispania Citerior Tarraconensis pertanyent a l'Imperi Romà, actualment denominada Saragossa, sent capital de la comunitat autònoma d'Aragó (Espanya).

## Història
Construïda entre el segle i i el segle iii de la nostra era, sota el mandat de Tiberi, la muralla romana de Saragossa va arribar a tenir una longitud d'uns 3.000 metres i unes 120 torrasses defensives. S'han conservat dos trams; el més llarg, d'uns 80 metres de longitud, a l'extrem nord-oest del que era la ciutat romana de Caesaraugusta, al costat de la torrassa de La Zuda, i un altre a la banda nord-est, que actualment forma part del Convent del Sant Sepulcre.
El seu traçat, estudiat per Francisco Íñiguez Almech, era regular, amb una alçada d'uns deu metres i quatre d'amplada. A intervals d'entre catorze i setze metres se situaven torrasses semicirculars, amb un diàmetre comprès entre 8 e 13 metres. La muralla de la fundació romana va tancar i condicionar el traçat urbà durant molts segles, doncs van ser aprofitades per visigots i musulmans.
L'edició de 2008 de la Guia Històric Artística de Saragossa, dirigida per Guillermo Fatás, assenyala (p. 678) que recents investigacions indiquen que la muralla conservada va ser construïda en la segona meitat del segle iii i executada amb una tècnica constructiva uniforme; un cos interior de formigó romà revestit amb carreus a l'exterior de 7 m d'espessor excepte el tram oriental, que estaria construït en aparell de carreus i comptaria amb 6 m de gruix.

## Restes i conservació
De la primera fase constructiva, del segle i, en època immediatament posterior a la fundació de la ciutat, es conserven les restes d'opus caementicium adossats a la cara posterior i en la fonamentació dels murs de pedra tallada.
Més tard, al segle iii, es construeixen tres metres més de gruix en obra de carreus d'alabastre llegerament encoixinada, amb un aparell molt regular assentat sobre capes de morter i calç, que ofereixen els dos cubs i el tram conservat en l'actualitat.
La Muralla es troba sota la protecció de la Declaració genèrica del Decret de 22 d'abril de 1949, i la Llei 16/1985 sobre el Patrimoni Històric Espanyol.

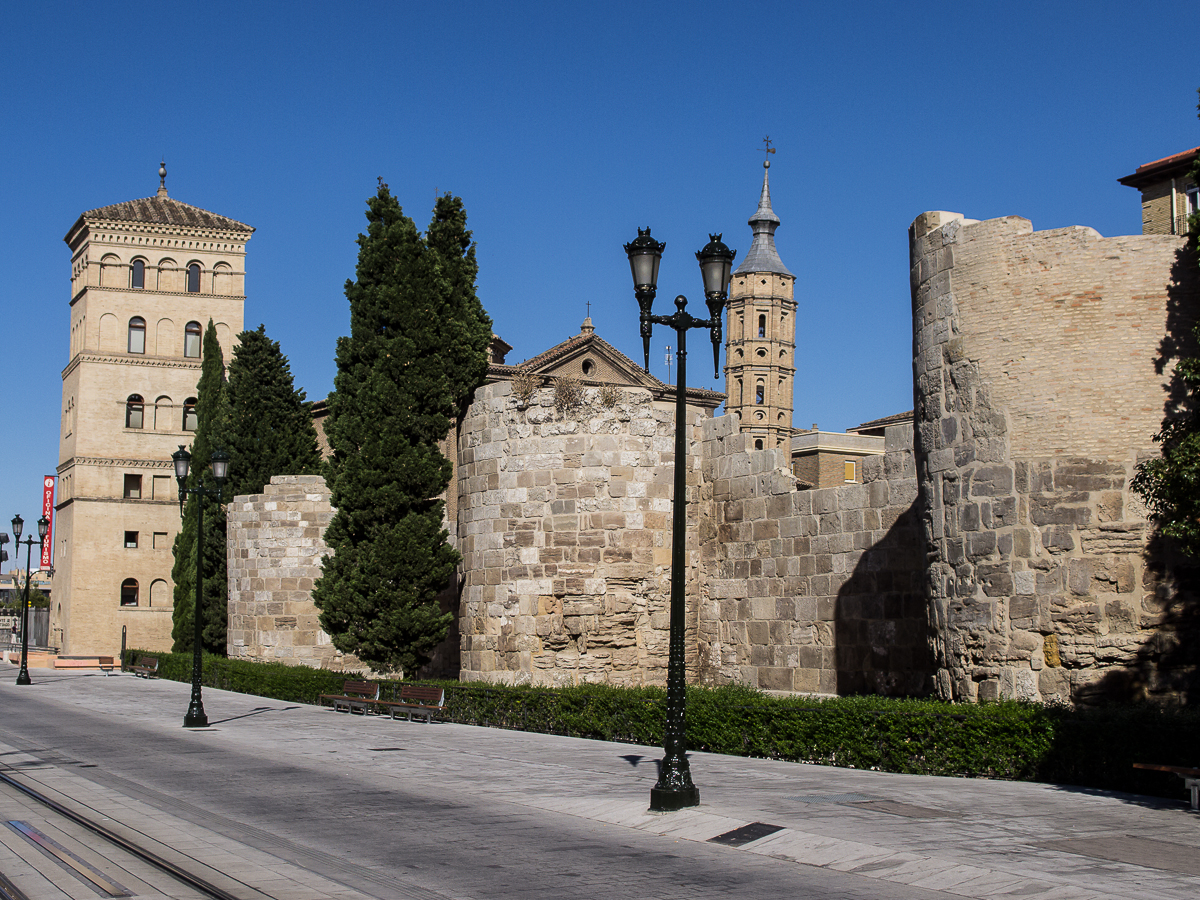
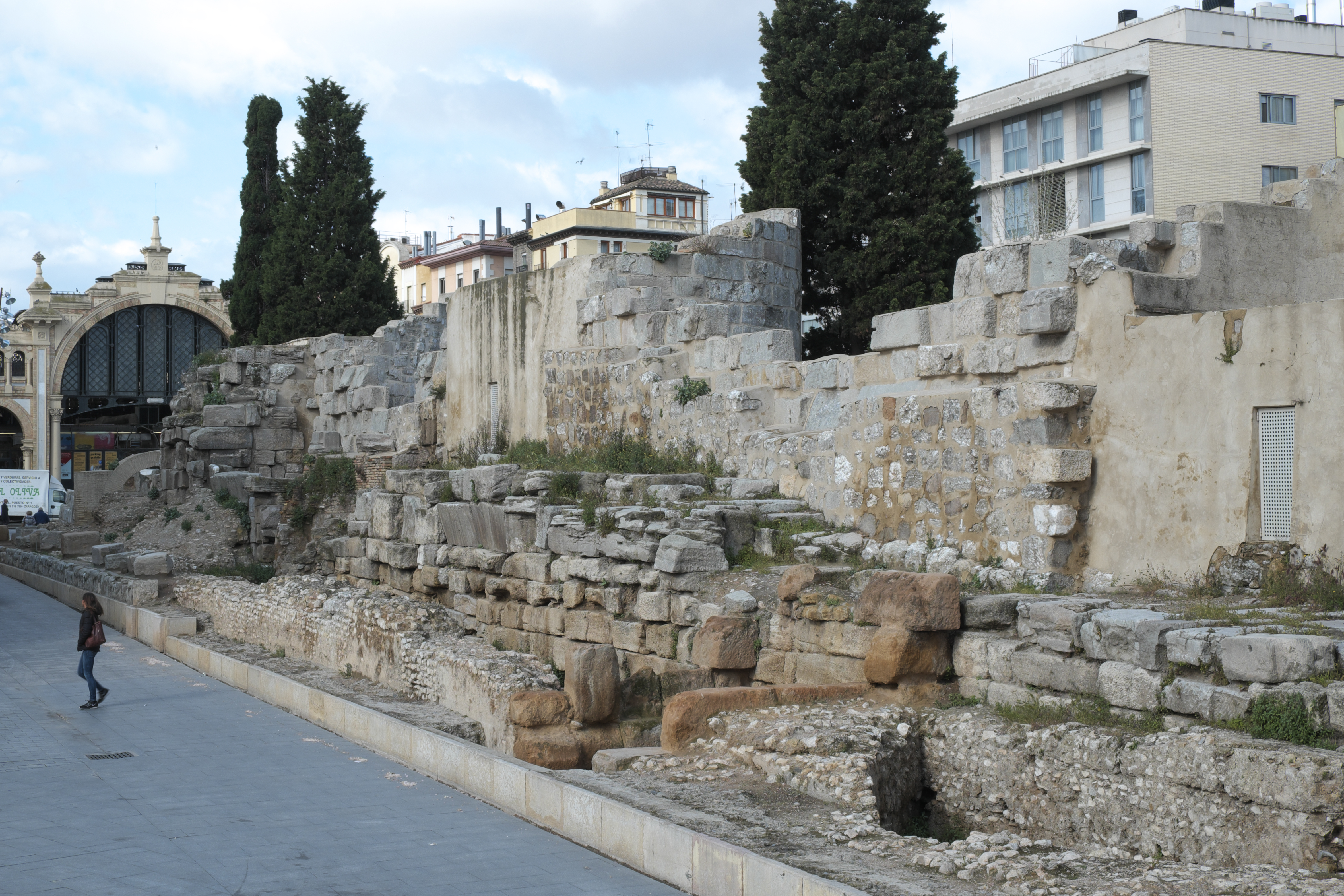
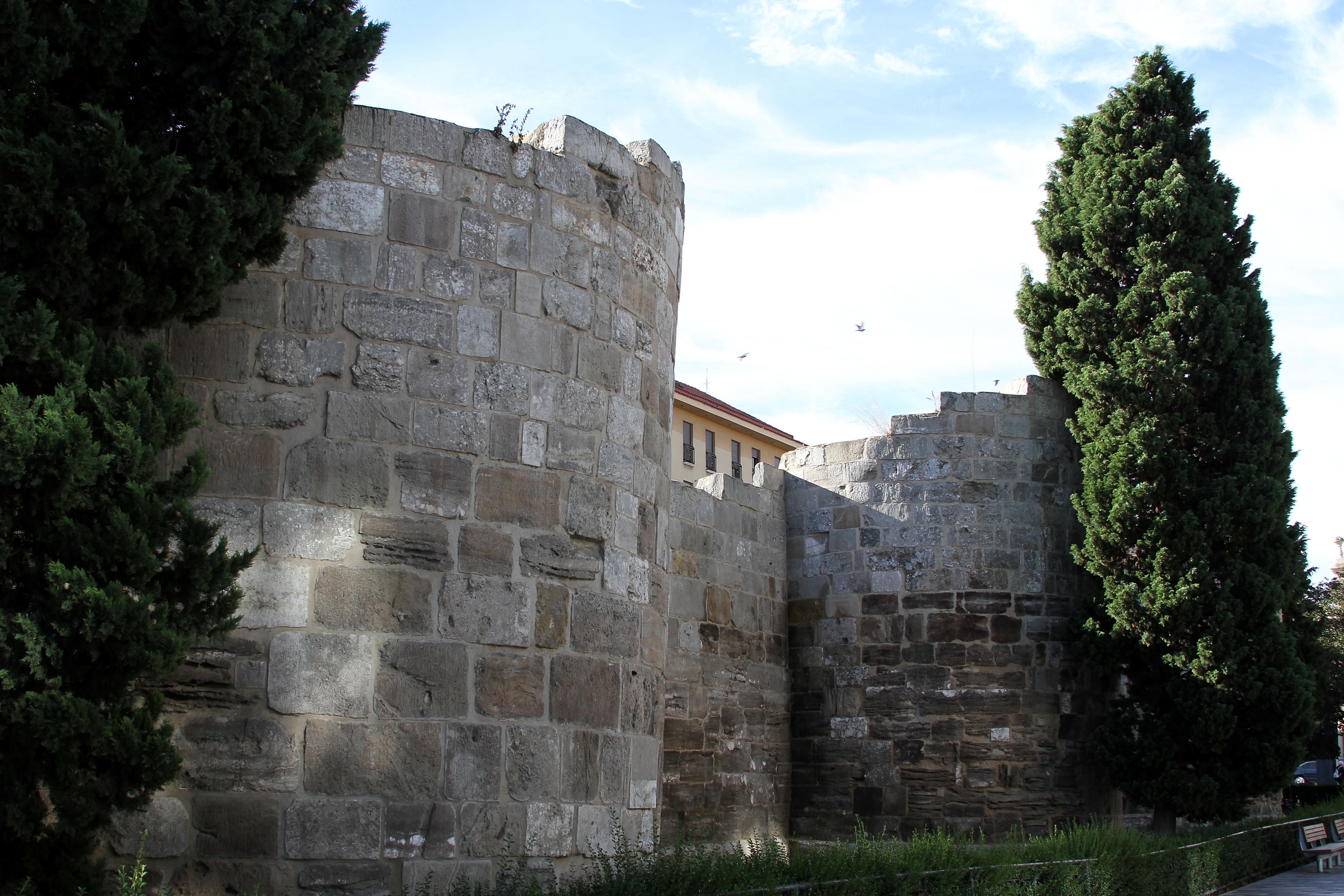
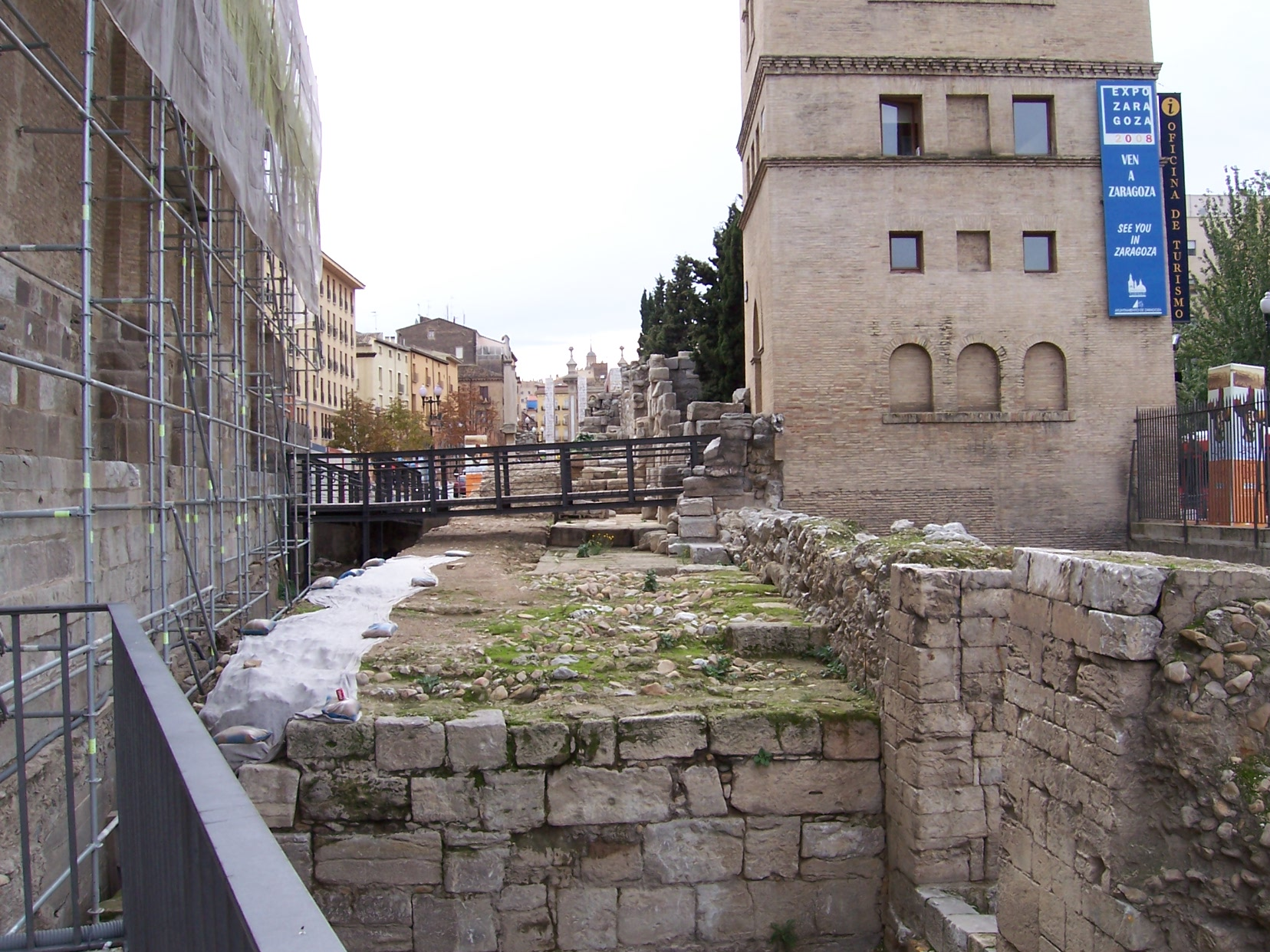